# Teen Choice Awards 2000
La seconda edizione dei Teen Choice Awards si svolsero il 6 agosto 2000 e furono trasmessi dall'emittente televisiva Fox.

## Artisti
- 98 Degrees – "Give Me Just One Night (Una Noche)"
- BBMak – "Back Here"
- No Doubt – "Simple Kind of Life"
- Enrique Iglesias – "Be with You"

## Presentatori
- 98 Degrees
- Aaliyah
- Jessica Alba
- Shiri Appleby
- Jason Behr
- Justin Berfield
- Adam Carolla
- Aaron Carter
- Rachael Leigh Cook
- Carson Daly
- Majandra Delfino
- Andy Dick
- Dr. Dre
- Brendan Fehr
- Jamie Foxx
- Bill Goldberg
- Kathy Griffin
- Hanson
- Melissa Joan Hart
- Katherine Heigl
- Jennifer Love Hewitt
- Hoku
- Ricki Lake
- Ananda Lewis
- Christopher Masterson
- Jeremy McGrath
- Pink
- Freddie Prinze Jr.
- Keri Russell
- Leelee Sobieski
- Erik Per Sullivan
- Michelle Trachtenberg
- Usher
- Vitamin C
- Paul Walker
- Michael Weatherly

## Nominations
Vincitori in grassetto.

### Cinema
| Miglior attore | Miglior Attrice |
| --- | --- |
| - Ben Affleck – Trappola criminale - Jason Biggs – American Pie - Tom Cruise – Mission: Impossible 2 - Matt Damon – Il talento di Mr. Murple - Leonardo DiCaprio – The Beach - Omar Epps – Love & Basketball - Tobey Maguire – Le regole della casa del sidro - Freddie Prinze Jr. – Pazzo di te! | - Cameron Diaz – Essere John Malkovich - Kirsten Dunst – Il giardino delle vergini suicide - Angelina Jolie – Ragazze interrotte - Natalie Portman – Qui dove batte il cuore - Christina Ricci – Il mistero di Sleepy Hollow - Julia Roberts – Erin Brockovich - Forte come la verità - Julia Stiles – Pazzo di te! - Charlize Theron – Le regole della casa del sidro |
| Miglior Film drammatico | Miglior Film commedia |
| - American Beauty - The Beach - Le regole della casa del sidro - Ragazze interrotte - Love & Basketball - Romeo Must Die - Il sesto senso - Il talento di Mr. Murple | - American Pie - Austin Powers - La spia che ci provava - Gigolò per sbaglio - Pazzo di te! - Galaxy Quest - Alta fedeltà - Road Trip - Costi quel che costi |
| Miglior depravato (Choice Movie Sleazebag) | Miglior star emergente (Choice Breakout Movie Star) |
| - Ben Affleck – 1 km da Wall Street - Andy Dick – Road Trip - Scott Foley – Scream 3 - James Franco – Costi quel che costi - Helen Mirren – Killing Mrs. Tingle - Trevor Morgan – Il sesto senso - Mike Myers – Austin Powers - La spia che ci provava - Seann William Scott – American Pie | - Wes Bentley – American Beauty - Josh Hartnett – Per una sola estate - Chris Klein – American Pie - Jude Law – Il talento di Mr. Murple - Haley Joel Osment – Il sesto senso - Leelee Sobieski – Per una sola estate - Mena Suvari – American Beauty - Hilary Swank – Boys Don't Cry                                                                                  |
| Miglior intesa in un film (Choice Movie Chemistry) | Disappunto per l'Interprete (Choice Movie Hissy Fit) |
| - David Arquette & Courteney Cox Arquette – Scream 3 - Jason Biggs – American Pie - Leonardo DiCaprio & Virginie Ledoyen – The Beach - Omar Epps & Sanaa Lathan – Love & Basketball - Katie Holmes & Barry Watson – Killing Mrs. Tingle - Breckin Meyer & Amy Smart – Road Trip - Mike Myers & Mindy Sterling – Austin Powers - La spia che ci provava - Freddie Prinze Jr. & Julia Stiles – Pazzo di te! | - Rosanna Arquette – FBI: Protezione testimoni - Joan Cusack – Toy Story 2 - John Cusack – Alta fedeltà - Cameron Diaz – Ogni maledetta domenica - Angelina Jolie – Ragazze interrotte - Lisa Kudrow – Avviso di chiamata - Jodi Lyn O'Keefe – Costi quel che costi - Ben Stiller – Mystery Men                                                                        |
| Miglior bugiardo (Choice Movie Liar) | Choice Summer Movie Wipeout |
| - Matt Damon – Il talento di Mr. Murple - Tom Green – Road Trip - Joshua Jackson – The skulls - I teschi - Chris Klein – American Pie - Tobey Maguire – Wonder Boys - Steve Martin – Bowfinger - Amanda Peet – FBI: Protezione testimoni - Giovanni Ribisi – 1 km da Wall Street | - Jason Biggs – American School - Jim Carrey – Io, me & Irene - Tom Cruise – Mission: Impossible 2 - Martin Lawrence – Big Mama |
| Miglior film dell'estate | |
| - Big Momma's House - Fuori in sessanta secondi - American School - Il patriota - Scary Movie - Shaft - X-Men | |

### Televisione
| Miglior attore in una serie TV | Miglior attrice in una serie TV |
| --- | --- |
| - Jason Behr – Roswell - David Boreanaz – Angel - Scott Foley – Felicity - Topher Grace – That '70s Show - Seth Green – Buffy - L'ammazzavampiri - Joshua Jackson – Dawson's Creek - Frankie Muniz – Malcolm - Scott Speedman – Felicity                   | - Shiri Appleby – Roswell - Leslie Bibb – Popular - Sarah Michelle Gellar – Buffy the Vampire Slayer - Anne Hathaway – Get Real - Katie Holmes – Dawson's Creek - Mila Kunis – That '70s Show - Carly Pope – Popular - Keri Russell – Felicity |
| Miglior serie TV drammatica | Miglior commedia |
| - Settimo cielo - Buffy - L'ammazzavampiri - Streghe - Dawson's Creek - Felicity - Get Real - Once and Again - Roswell | - Friends - Just Shoot Me! - Malcolm in the Middle - Popular - The Simpsons - That '70s Show - The Tom Green Show - Will & Grace |
| Miglior serie TV emergente | Miglior personalità (Choice TV Personality) |
| - Daddio - Get Real - Making the Band - Malcolm - Popular - Roswell - Total Request Live | - Carson Daly - Tom Green - Chris Kattan - Ananda Lewis - Regis Philbin - William Shatner - Sock Puppet - Space Ghost |
| Miglior partner (Choice TV Sidekick) | |
| - Brendan Fehr – Roswell - Ian Gomez – Felicity - Alyson Hannigan – Buffy - L'ammazzavampiri - Sean Hayes – Will & Grace - Amy Jo Johnson – Felicity - Ron Lester – Popular - James Marsters – Buffy - L'ammazzavampiri - Danny Masterson – That '70s Show | |

### Musica
| Miglior Artista maschile | Miglior Artista femminile |
| --- | --- |
| - Marc Anthony - D'Angelo - Dr. Dre - Kid Rock - Lenny Kravitz - Ricky Martin - Will Smith - Sisqó | - Christina Aguilera - Mariah Carey - Missy Elliott - Macy Gray - Jennifer Lopez - Mandy Moore - Jessica Simpson - Britney Spears |
| Miglior Gruppo pop | Miglior Gruppo rock |
| - 702 - 98 Degrees - Backstreet Boys - Destiny's Child - LFO - NSYNC - Savage Garden - TLC | - Blink-182 - Goo Goo Dolls - Korn - Limp Bizkit - Lit - No Doubt - Smash Mouth - Sugar Ray |
| Miglior Singolo | Miglior Album |
| - "All the Small Things" – Blink-182 - "Bye Bye Bye" – NSYNC - "Cowboy" – Kid Rock - "Oops!...I Did It Again" – Britney Spears - "Say My Name" – Destiny's Child - "Show Me the Meaning of Being Lonely" – Backstreet Boys - "Someday" – Sugar Ray - "What a Girl Wants" – Christina Aguilera | - Christina Aguilera – Christina Aguilera - Devil Without a Cause – Kid Rock - Enema of the State – Blink-182 - Millennium – Backstreet Boys - No Strings Attached – NSYNC - Oops!... I Did It Again – Britney Spears - Significant Other – Limp Bizkit - Voodoo – D'Angelo |
| Miglior Brano R&B/Hip-Hop | Miglior Canzone d'amore |
| - "Forgot About Dre" – Dr. Dre featuring Eminem - "Holla Holla" – Ja Rule - "Hot Boyz" – Missy Elliott - ” Imperial" – Rah Digga featuring Busta Rhymes - "Say My Name" – Destiny's Child - "Thong Song" – Sisqó - "Untitled (How Does It Feel)" – D'Angelo - "You Can Do It" – Ice Cube      | - "Back at One" – Brian McKnight - "From the Bottom of My Broken Heart" – Britney Spears - "I Knew I Loved You" – Savage Garden - "I Turn to You" – Christina Aguilera - "I Wanna Love You Forever" – Jessica Simpson - "Show Me the Meaning of Being Lonely" – Backstreet Boys - "Thank God I Found You" – Mariah Carey featuring 98 Degrees and Joe - "Where You Are" – Jessica Simpson featuring Nick Lachey |
| Miglior Artista emergente (Choice Breakout Artist) | Miglior Video musicale |
| - Marc Anthony - Blink-182 - Filter - Macy Gray - Enrique Iglesias - Pink - Jessica Simpson - Sisqó | - "Adam's Song" – Blink-182 - "I Do" – Blaque - "It's Gonna Be Me" – NSYNC - "The One" – Backstreet Boys - "Oops!... I Did It Again" – Britney Spears - "Pumping on Your Stereo" – Supergrass - "The Real Slim Shady" – Eminem - "Thong Song" – Sisqó |
| Miglior musica dell'estate | |
| - "Be with You" – Enrique Iglesias - "I Turn to You" – Christina Aguilera - "Incomplete" – Sisqó - "It's Gonna Be Me" – NSYNC - "Oops!...I Did It Again" – Britney Spears - "The Real Slim Shady" – Eminem - "There You Go" – Pink - "Try Again" – Aaliyah                                    | |

### Premi vari
| Choice Male Hottie | Choice Female Hottie |
| --- | --- |
| - Nick Carter - Enrique Iglesias - Ashton Kutcher - Ryan Phillippe - Ivan Sergei - Justin Timberlake - Paul Walker - Shane West             | - Christina Aguilera - Rachael Leigh Cook - Sarah Michelle Gellar - Jennifer Love Hewitt - Lil' Kim - Jennifer Lopez - Jessica Simpson - Britney Spears |
| Miglior Comico | Miglior Atleta maschile |
| - Jim Carrey - Kathy Griffin - Martin Lawrence - Jay Leno - David Letterman - Chris Rock - Adam Sandler - Shawn Wayans                      | - Andre Agassi - Kobe Bryant - Vince Carter - Ken Griffey Jr. - Derek Jeter - Sammy Sosa - Kurt Warner - Tiger Woods                                    |
| Miglior Atleta femminile | Miglior atleta di sport estremi maschile |
| - Brandi Chastain - Lindsay Davenport - Mia Hamm - Martina Hingis - Chamique Holdsclaw - Michelle Kwan - Dominique Moceanu - Jenny Thompson | - Tommy Clowers - Laird Hamilton - Tony Hawk - Bucky Lasek - Jeremy McGrath - Dave Mirra - Shaun Palmer - Kelly Slater                                  |
| Miglior atleta di sport estremi femminile                                                                                                   | Miglior Wrestler professionista |
| - Megan Abubo - Lisa Andersen - Layne Beachley - Holly Beck - Tara Dakides - Dallas Friday - Vicki Golden - Laia Sanz                       | - Big Show - Chyna - Goldberg - Jeff Hardy - Chris Jericho - Kevin Nash - The Rock - Triple H                                                           |
| Miglior modello | |
| - Tyra Banks - Caprice Bourret - Gisele Bündchen - Jaime King - Rebecca Romijn-Stamos - Antonio Sabàto Jr. - Molly Sims - Kim Smith         | |